# SNCF CC 1100
Die CC 1100 der SNCF, früher E 1001–1012 der Compagnie du chemin de fer de Paris à Orléans (PO), war eine zwölf Lokomotiven umfassende Baureihe französischer Elektrolokomotiven für den schweren Rangierdienst in mit 1500 V Gleichspannungs-Fahrleitung überspannten Rangierbahnhöfen. Die ersten zwei Lokomotiven wurden 1938 an die PO abgeliefert, die nachfolgenden wurden 1943 bis 1948 an die Société nationale des chemins de fer français (SNCF) abgeliefert. Der mechanische Teil wurde von Batignolles-Châtillon gebaut, der elektrische von der Maschinenfabrik Oerlikon.

## Technik

CC 1107 mit einem Sonderzug bei Ivry am 30. Januar 1982

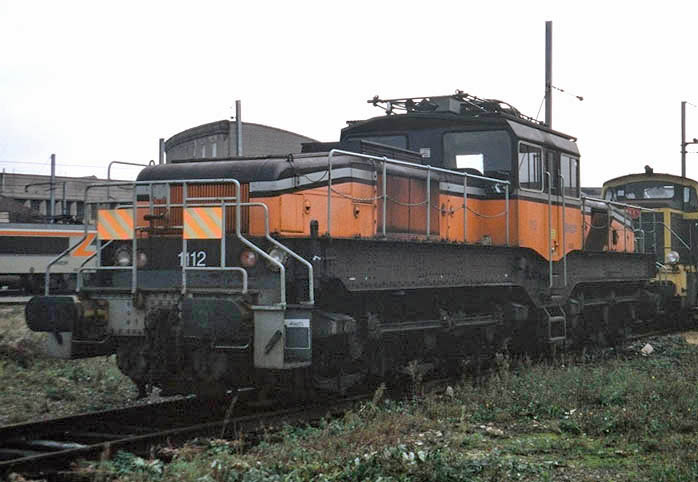
Die im Depot Villeneuve-Saint-Georges abgestellte CC 1112 im September 2000

Die Lokomotiven mit dem Übernamen Mille Pattes (französisch "Tausendfüßler") haben niedere Vorbauten und einen Mittelführerstand. Sie ähneln in der Form den schweizerischen Krokodillokomotiven Ce 6/8, haben aber im Unterschied zu diesen einen starren einteiligen Lokkasten, der auf zwei dreiachsigen Drehgestellen ruht.
Die Leistung der Lokomotive beträgt 400 kW, die Höchstgeschwindigkeit 30 km/h. Die Energiezufuhr erfolgt über den Stromabnehmer auf dem Führerhausdach. Eine rotierende Ward-Leonard-Umformergruppe ermöglicht eine wirtschaftliche und stufenlose Steuerung der vier Fahrmotoren im Geschwindigkeitsbereich von 2–15 km/h, wie sie am Ablaufberg erforderlich ist. Die Motoren treiben jeweils eine Endachse eines Drehgestells an; die zwei motorlosen Mittelachsen werden über Kuppelstangen angetrieben. Die Lokomotiven sind mit Nutzbremse ausgerüstet.
Von 1989 bis 1995 durchliefen die Lokomotiven ein Erneuerungsprogramm in den SNCF-Werkstätten von Béziers. Die Lokomotiven erhielten ein größeres Führerhaus mit einem ergonomischeren Führerpult sowie eine neue elektrische Ausrüstung mit Halbleiter-'Chopper' anstelle des rotierenden Umformers. Weiter wurden eine Funkfernsteuerung und Ballastgewichte eingebaut sowie der damals übliche Außenanstrich für Rangierlokomotiven (orange/braun) angebracht.
Die CC 1100 waren die einzigen Elektrolokomotiven der SNCF, die speziell für den Rangierdienst ausgelegt waren. Sie hatten eine geringe Höchstgeschwindigkeit, aber eine hohe Zugkraft und boten dem Triebfahrzeugführer durch die niederen Vorbauten gute Sichtverhältnisse.

## Einsatz
Die Rangierlokomotiven waren im Südosten Frankreichs auf dem Netz der ehemaligen PO im Einsatz, im Besonderen in den Rangierbahnhöfen entlang der Strecke Paris–Toulouse. Später hat die SNCF das Einsatzgebiet auf einige Rangierbahnhöfe im Südosten ausgedehnt, hauptsächlich Avignon, aber auch Lyon-Mouche und Sibelin.
Die CC 1100 waren die ältesten Lokomotiven, welche bei der SNCF zu Beginn des 21. Jahrhunderts im Einsatz standen.
Trotz der gründlichen Revision Anfang der 1990er Jahre wurden die Lokomotiven ab dem Jahr 2000 ausrangiert. Die CC 1110 war die letzte Lokomotive, die ausgemustert wurde. Sie stand bis im Juni 2005 in Toulouse im Einsatz und ist in Béziers hinterstellt im Hinblick auf eine mögliche Ausstellung im Eisenbahnmuseum Mülhausen.

### Einsatzdaten
| Lokomotive | Inbetriebnahme    | Außerdienststellung | Depot-Zuteilung am 1. Mai 2009 |
| ---------- | ----------------- | ------------------- | ------------------------------ |
| CC 1101    | 3. Mai 1938       | 1. August 2003      | Villeneuve-Saint-Georges       |
| CC 1102    | 11. Mai 1938      | 27. Dezember 2000   | Villeneuve-Saint-Georges       |
| CC 1103    | 19. Oktober 1943  | 28. September 2004  | Villeneuve-Saint-Georges       |
| CC 1104    | 13. Januar 1944   | 30. Juni 2005       | Toulouse                       |
| CC 1105    | 2. Februar 1944   | 27. Dezember 2000   | Villeneuve-Saint-Georges       |
| CC 1106    | 21. April 1944    | 27. Dezember 2000   | Villeneuve-Saint-Georges       |
| CC 1107    | 12. Dezember 1944 | 30. Juni 2005       | Toulouse                       |
| CC 1108    | 1. August 1945    | 30. Juni 2005       | Toulouse                       |
| CC 1109    | 7. September 1945 | 11. Dezember 1998   | Toulouse                       |
| CC 1110    | 16. April 1946    | 30. Juni 2005       | Toulouse                       |
| CC 1111    | 8. Juli 1946      | 29. Dezember 2003   | Toulouse                       |
| CC 1112    | 13. Januar 1948   | 26. Januar 2004     | Villeneuve-Saint-Georges       |